# Club Polideportivo Cacereño (femenino)
El Club Polideportivo Cacereño Femenino es un equipo de fútbol español de la ciudad de Cáceres, España. Fue fundado en 2008 como CF Femenino Cáceres y es la sección femenina de fútbol del CP Cacereño. Actualmente milita en la Primera Federación Femenina, segunda categoría del fútbol femenino.

## Jugadoras con participación en la temporada
La procedencia de los jugadores indica el anterior club que poseía los derechos del jugador, pese a que este proceda de otro club cedido, en caso de ya pertenecer al CP Cacereño.

## Uniforme
- Local Camiseta verde, pantalón blanco y medias verdes.
- Alternativo Camiseta roja, pantalón rojo y medias rojas.

## Datos del club
- Temporadas en Primera División: 0
- Temporadas en Segunda División: 12
- Puntos en Segunda División:
- Goles en Segunda División:
- Mayor goleada conseguida en Segunda División como local:
- Mayor goleada conseguida en Segunda División como visitante:

## Temporadas
| Temporada | División | Posición | Copa de la Reina de Fútbol |
| --------- | -------- | -------- | -------------------------- |
| 2008-09   | 2.ª      | 3.º      |                            |
| 2009-10   | 2.ª      | 4.º      |                            |
| 2010-11   | 2.ª      | 6.º      |                            |
| 2011-12   | 2.ª      | 2.º      |                            |
| 2012-13   | 2.ª      | 7.º      |                            |
| 2013-14   | 2.ª      | 4.º      |                            |
| 2014-15   | 2.ª      | 5.º      |                            |
| 2015-16   | 2.ª      | 6.º      |                            |
| 2016-17   | 2.ª      | 7.º      |                            |
| 2017-18   | 2.ª      | 5.º      |                            |
| 2018-19   | 2.ª      | 4.º      |                            |
| 2019-20   | 2.ª      | 9.º      |                            |
| 2020-21   | 2.ª      | 10.º     |                            |
| 2021-22   | 2.ª      | 2.º      | 1/32                       |
| 2022-23   | 2.ª      | 6.º      | 1/32                       |
| 2023-24   | 2.ª      | 11.º     | 1/16                       |
| 2024-25   | 2.ª      |          |                            |